# أرون بلاك
أرون بلاك (بالإنجليزية: Aaron Black)‏ (19 ديسمبر 1983 بلارن في المملكة المتحدة - ) هو لاعب كرة قدم بريطاني في مركز الوسط. لعب مع دبليو كونكشن وغلينافون ونادي كروسيدرز ونادي كوليرين ونادي لارن ‏ ونادي آير يونايتد ونادي بيليمينا يونايتد.

## وصلات خارجية
- أرون بلاك على موقع قاعدة بيانات كرة القدم.إي يو (الإنجليزية)

لم يتم العثور على روابط لمواقع التواصل الاجتماعي.